# Stelletta incrustata
Stelletta incrustata är en svampdjursart som beskrevs av Uliczka 1929. Stelletta incrustata ingår i släktet Stelletta och familjen Ancorinidae.
Artens utbredningsområde är havet kring Brittiska Jungfruöarna. Inga underarter finns listade i Catalogue of Life.